# فلويد براون
فلويد براون (بالإنجليزية: Floyd Brown)‏ هو صحفي أمريكي، ولد في 10 مارس 1961 في بريميرتون في الولايات المتحدة.

## وصلات خارجية
- فلويد براون على موقع إن إن دي بي (الإنجليزية)